# 彝海街道
彝海街道，是中华人民共和国云南省楚雄彝族自治州楚雄市下辖的一个街道。
2024年，云南省人民政府批复同意撤销鹿城镇，设立鹿城街道、彝海街道，11月14日正式挂牌。

## 行政区划
彝海街道下辖以下地区：
彝海社区、青龙社区、富民社区、大东社区、军屯社区、万家坝社区、栗子园社区、吉乐村、新村、山嘴子村。